# Sıcak
Sıcak è il secondo album di Emre Altuğ, pubblicato il 3 giugno 2003 dal Raks Müzik.

## Tracce
Testi e musiche di Emre Altuğ e Yalçın Akyıldız (eccetto dove indicato).
1. Gel Gel – 3:43 (testo: Emre Altuğ – musica: Emre Altuğ)
2. Gidecek Yerim Mi Var? – 4:32 (testo: Emre Altuğ – musica: Yalçın Akyıldız)
3. Fani Dünya (Rüya) – 3:57 (testo: Emre Altuğ – musica: Emre Altuğ)
4. Sensiz – 3:06 (testo: Emre Altuğ – musica: Emre Altuğ)
5. Dur – 3:18 (testo: Emre Altuğ – musica: Emre Altuğ)
6. Yalan – 3:39 (testo: Faruk Ceviz, Sibel Gürsoy, Emre Altuğ, Levent Yüksel – musica: Emre Altuğ)
7. Tek Kadın – 4:39 (testo: Emre Altuğ – musica: Emre Altuğ)
8. Zalim Zaman – 3:21 (testo: Emre Altuğ – musica: Emre Altuğ)
9. Oynama – 3:16 (testo: Emre Altuğ – musica: Emre Altuğ)
10. Sıcak – 3:16 (testo: Emre Altuğ – musica: Emre Altuğ)
11. Gidecek Yerim Mi Var? (Remix) – 5:00 (testo: Yalçın Akyıldız – musica: Can Hatipoğlu)
12. Sıcak (Club Mix) – 4:42 (testo: Emre Altuğ – musica: Can Hatipoğlu)
13. Gidecek Yerim Mi Var? (Remix Lunghe) – 6:19 (testo: Yalçın Akyıldız – musica: Can Hatipoğlu)

Durata totale: 52:48

## Crediti

### Musicisti
- Eyüp Hamiş - voce
- Fyelli - voce
- Levent Yüksel - voce
- Sibel Gürsoy - voce
- Elif Ersoy - voce
- Mişa Sidi Sarfati - voce
- Aycan Dağıstanlı - voce
- Selçuk Suna - voce
- Emre Altuğ - voce nei brani 1,2,6 e 9)
- Erdem Sökmen - chitarra
- Sarp Özdemiroğlu - percussione
- Bülent Altınbaş - clarinetto
- Can Şengün - chitarra
- Emre Altuğ - voce

### Personale tecnico
- Volga Tamöz - produzione discografica